# Eli Wallach
Eli Herschel Wallach (ur. 7 grudnia 1915 w Nowym Jorku, zm. 24 czerwca 2014 tamże) – amerykański aktor filmowy, teatralny i telewizyjny. Laureat honorowego Oscara za całokształt twórczości w 2010. 

## Życiorys

### Młodość
Urodził się w nowojorskim Brooklynie w rodzinie żydowskich emigrantów z Polski. Jego rodzice Bertha i Abraham Wallachowie prowadzili cukiernię. W 1936 Eli ukończył studia na Uniwersytecie Texas w Austin. Później studiując w Nowym Jorku zdobył swoje pierwsze doświadczenia aktorskie. W czasie II wojny światowej przez 5 lat służył w Korpusie Medycznym Armii USA. Początkowo trafił do szpitala wojskowego na Hawajach, później służył w Casablance i we Francji.

### Kariera aktorska
Po zakończeniu wojny uczęszczał do słynnego Actors Studio; gdzie poznał Marlona Brando, Montgomery’ego Clifta, Sidneya Lumeta, a także przyszłą żonę Anne Jackson. Na teatralnej scenie zadebiutował na Broadwayu już w 1945. W 1951 otrzymał prestiżową Nagrodę Tony za główną rolę w sztuce Tennessee Williamsa pt. Tatuowana róża. Na ekranie debiutował stosunkowo późno, bo w wieku 40 lat. W 1956 Elia Kazan powierzył mu jedną z głównych ról w filmie Baby Doll, za którą zdobył Złotego Globa w kategorii najlepszego aktora drugoplanowego. Szybko posypały się kolejne propozycję, a rola Calvery w legendarnym westernie Johna Sturgesa Siedmiu wspaniałych (1960) wyniosła go na szczyt popularności. Rok po tym sukcesie zagrał w nie mniej słynnym dramacie Skłóceni z życiem (1961; reż. Johna Hustona); gdzie partnerowali mu Clark Gable i Marilyn Monroe. Od tej chwili Wallach nie schodził z ekranów przez kolejne 5 dekad. Następnym słynnym westernem z jego udziałem był obraz Sergio Leone Dobry, zły i brzydki (1966), gdzie stworzył pamiętną kreację tytułowego „Brzydkiego” – bandyty Tuco Ramireza. Inne swoje najsłynniejsze role stworzył m.in. w takich filmach jak: Jak zdobywano Dziki Zachód (1962), Złoto MacKenny (1969), Ojciec chrzestny III (1990) czy Dwóch Jake’ów (1990).
Pomimo upływu lat wciąż pozostawał aktywny zawodowo. W 2010, mając 94 lata pojawił się w dwóch głośnych produkcjach; filmach Autor widmo Romana Polańskiego i Wall Street: Pieniądz nie śpi Olivera Stone’a.
Również w 2010 Amerykańska Akademia Sztuki i Wiedzy Filmowej (AMPAS) ogłosiła przyznanie Wallachowi honorowego Oscara za całokształt twórczości aktorskiej.

## Życie prywatne
Żoną Eliego Wallacha była nieprzerwanie od 5 marca 1948 aktorka Anne Jackson (1925–2016). Mieli troje dzieci: Peter (ur. 1951), Roberta (ur. 1955) i Katherine (ur. 1958). Ich małżeństwo trwało 66 lat i było jednym z najdłuższych i najbardziej udanych w aktorskim środowisku.
Zmarł śmiercią naturalną 24 czerwca 2014 w swoim mieszkaniu na Manhattanie w Nowym Jorku.

## Filmografia

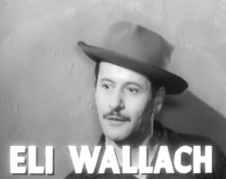
Eli Wallach w 1956 (kadr z filmu Baby Doll)

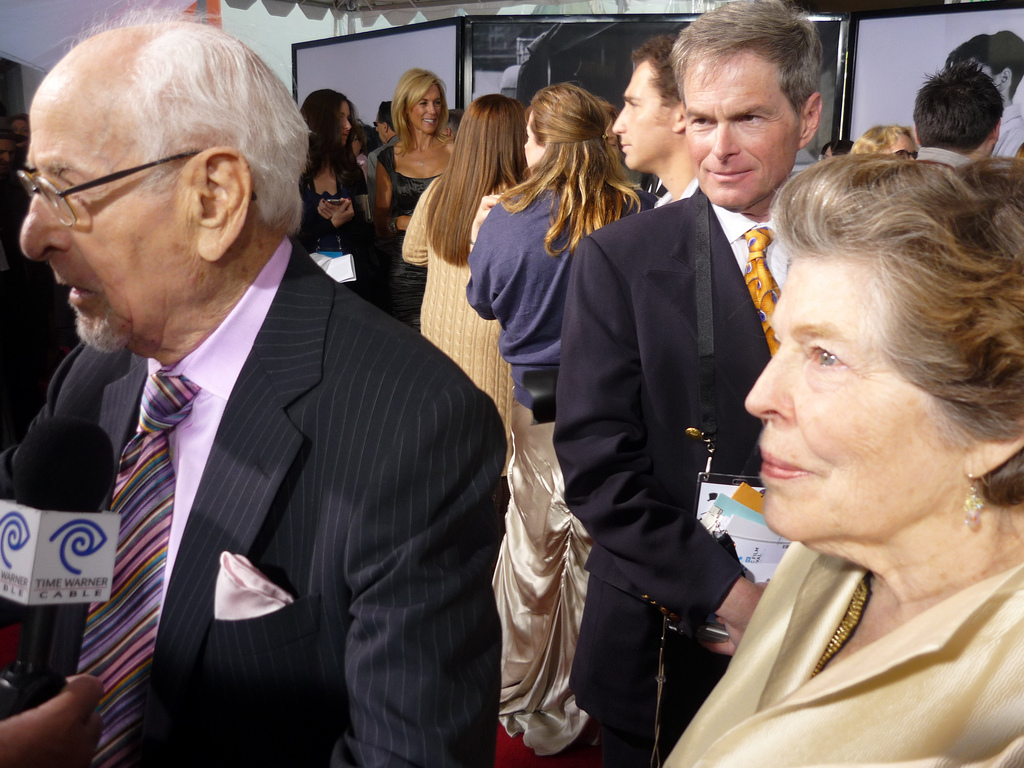
Wallach z żoną Anne Jackson w 2010

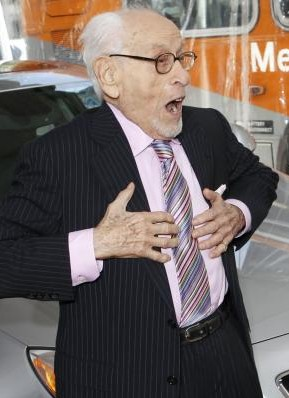
Eli Wallach w 2010

- Baby Doll (1956) jako Silva Vacarro
- Wyprawa siedmiu złodziei (1960) jako Poncho
- Siedmiu wspaniałych (1960) jako Calvera
- Skłóceni z życiem (1961) jako Guido
- Przygody młodego człowieka (1962) jako John
- Jak zdobywano Dziki Zachód (1962) jako Charlie Gant
- Zwycięzcy (1963) jako Craig
- Księżycowe prządki (1964) jako Stratos
- Dżingis chan (1965) jako Szah Khwarezm
- Lord Jim (1965) jako generał
- Mak również jest kwiatem (1966) jako „Szczęśliwy” Loccarno
- Jak ukraść milion dolarów (1966) jako Davis Leland
- Dobry, zły i brzydki (1966) jako Tuco Ramirez „Brzydki”
- Mózg (1969) jako Frankie Scannapieco
- Złoto MacKenny (1969) jako Ben Baker
- Przygody Gerarda (1970) jako Napoleon Bonaparte
- Przepustka dla marynarza (1973) jako Lynn Forshay
- Bractwo strażników ciemności (1977) jako detektyw Gatz
- Zasada domina (1977) jako gen. Reser
- Głębia (1977) jako Adam Coffin
- Pirat (1978) jako Ben Ezra
- Żelazny krąg (1978) jako mężczyzna w oleju
- Ale kino! (1978) jako Vince Marlow / Pop
- Siła ognia (1979) jako Sal Hyman
- Zimowe zabójstwa (1979) jako Joe Diamond
- Łowca (1980) jako Ritchie Blumenthal
- Salamandra (1981) jako Leporello
- Pieśń kata (1982) jako Vern Damico
- Krzysztof Kolumb (1985; serial TV) jako o. Hernando DeTalavera
- Twardziele (1986) jako Leon B. Little
- Wariatka (1987) jako dr Herbert A. Morrison
- Ojciec chrzestny III (1990) jako Don Altobello
- Dwóch Jake’ów (1990) jako Cotton Weinberger
- Obsesja (1992) jako George Lieberhoff
- Mroki miasta (1992) jako Peck
- Artykuł 99 (1992) jako Sam Abrams
- Zbyt wiele (1995) jako Sheldon
- Partner (1996) jako Donald Fallon
- Zakazany owoc (2000) jako rabin Lewis
- Rzeka tajemnic (2003) jako pan Loonie
- Holiday (2006) jako Arthur Abbott
- Blef (2006) jako Noah Dietrich
- Maminsynek (2007) jako Seymour Warburton
- Zakochany Nowy Jork (2009) jako Abe
- Autor widmo (2010) jako staruszek mieszkający przy winnicy
- Wall Street: Pieniądz nie śpi (2010) jako Jules Steinhardt

Gościnnie wystąpił w serialach telewizyjnych; m.in.: Kojak, Autostrada do nieba, Prawnicy z Miasta Aniołów, Prawo i porządek, Ostry dyżur, Whoopi, Siostra Jackie.

## Nagrody
- Nagroda Akademii Filmowej 2011: Oscar honorowy za całokształt twórczości